# USS Kitty Hawk (CV-63)
«Кітті-Хок» (англ. USS Kitty Hawk (CV-63)) — американський авіаносець, перший корабель однойменної серії. Названий на честь міста Кітті-Гок (англ. Kitty Hawk) — місця, де брати Райт здійснили перший політ. Другий корабель із такою назвою.

## Історія створення

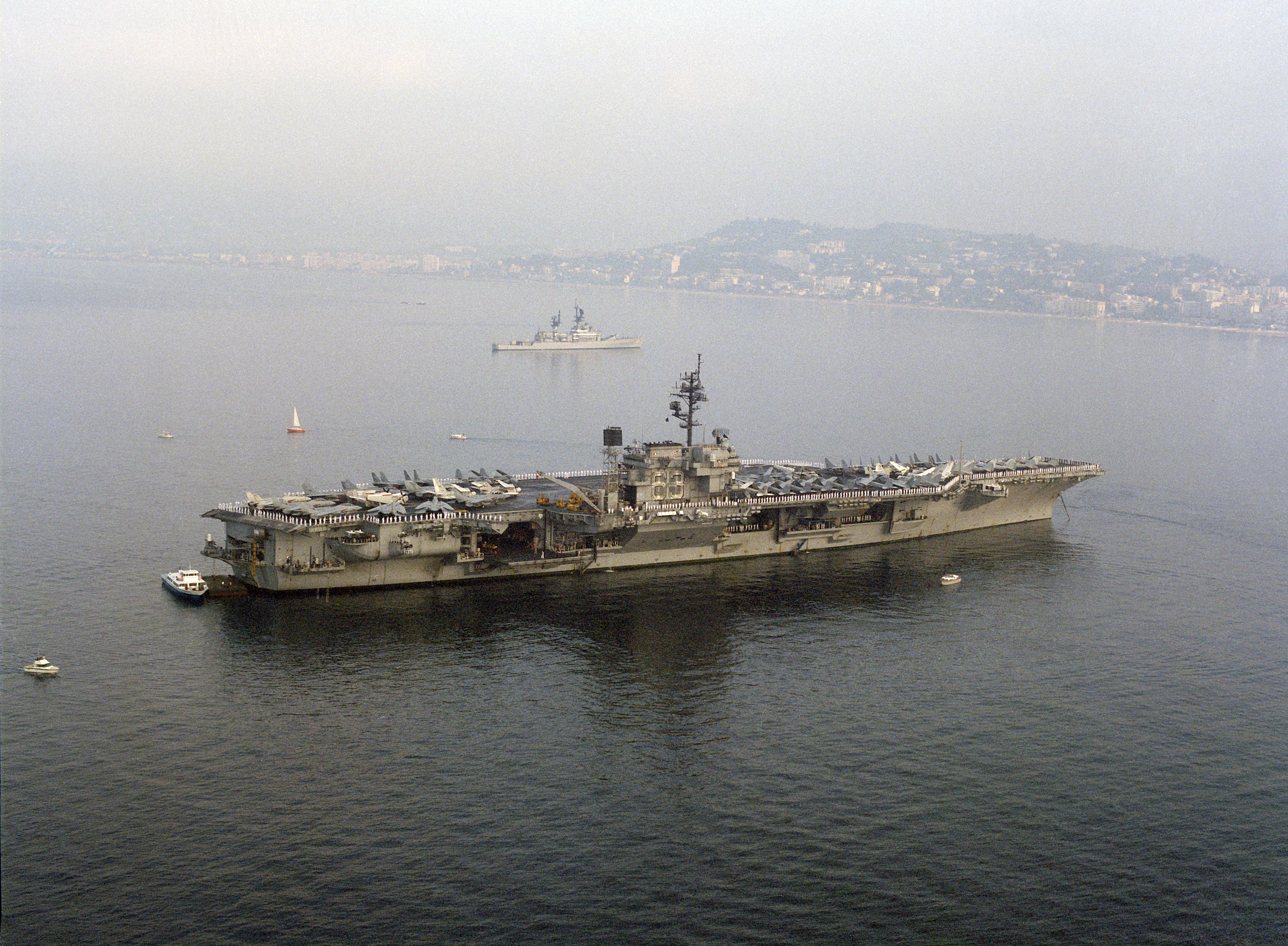
Візит «Кітті-Хок» у Францію, 1987 рік

Авіаносець «Кітті-Хок» був закладений 27 грудня 1956 року на верфі New York Shipbuilding Corporation під індексом CVA-63. Спущений на воду 21 травня 1960 року. Вступив у стрій 29 квітня 1961 року.

## Історія служби

### Початок служби
Після вступу у стрій авіаносець здійснив навчально-підготовче плавання в Західній Атлантиці, після чого, обійшовши мис Горн, у 1962 році перейшов на Тихий океан, де надалі базувався в Сан-Дієго. Корабель здійснив ряд походів до берегів Японії, Філіппін, в Гонконг. 6 червня 1963 року на борт авіаносця прибув президент США Джон Кеннеді з групою осіб вищого військового та цивільного керівництва для демонстрації виконання бойових вправ літаками авіагрупи корабля.

### Війна у В'єтнамі
Протягом 1963—1975 років «Кітті-Хок» здійснив 10 походів до берегів Індокитаю, в 6 з них брав активну участь у бойових діях з авіагрупою CVW-11:
- 17.10.1963 — 20.07.1964
- 12.1964 — 06.1965
- 12.1965 — 06.1966
- 05.11.1966 — 06.1967
- 18.11.1967 — 28.06.1968
- 30.12.1968 — 04.09.1969
- 06.11.1970 — 17.07.1971
- 17.02.1972 — 28.11.1972
- 23.11.1973 — 09.07.1974
- 21.05.1975 — 15.10.1975

Під час бойових дій літаки з «Кітті-Хок» завдавали бомбових ударів по цілях у Північному В'єтнамі, по колонах вантажівок, що постачали зброю та військове спорядження партизанам у Південному В'єтнамі. Авіаносець брав участь у ряді військових операцій, зокрема під час «Великоднього наступу» 1972 року, повітряних наступальних операціях «Linebacker» і «Linebacker II», операції з мінування портів Північного В'єтнаму «Pocket Money».
12 жовтня 1972 року, під час переходу в Тонкінську затоку, на авіаносці сталося заворушення на расовому ґрунті, в якому взяли участь близько 100 осіб, з яких близько 50 отримали поранення. Інцидент широко висвітлювався у пресі, наслідком чого стало розслідування Конгресу США про проблеми з дисципліною на флоті.

### Реконструкція 1973 року
У січні 1973 року почалась реконструкція корабля, внаслідок якої 29 квітня 1973 року він був перекласифікований з ударного авіаносця (CVA-63) у багатоцільовий (CV-63). Під час модернізації були додані 10 постів обслуговування вертольотів, центр збору та обробки акустичної інформації та супутнє обладнання (англ. ASCAC), призначенням якого була координація дій протичовнової авіації 11-го авіакрила.
Система стандартного флотського палива (мазут) була змінена системою сепарованого палива. Були збільшені відбивачі реактивного струменя (англ. JBD) та встановлені потужніші катапульти для запланованого до наступного походу переозброєння на винищувачі F-14 «Томкет».

### 1973—1979 роки
Після модернізації «Кітті-Хок» здійснив декілька походів в західну частину Тихого океану та брав участь у декількох навчаннях, зокрема у спільних RIMPAC 1973 та 1975 років. У грудні 1973 року корабель постраждав від пожежі в машинно-котельному відділенні, внаслідок якої загинуло 6 осіб.
У період з березня 1976 року по квітень 1977 року «Кітті-Хок» пройшов ремонт та модернізацію в П'юджет-Саунд вартістю 110 млн доларів. Після мод авіаносець зміг приймати літаки F-14 «Томкет» та S-3 «Вікінг», здійснюючи концепцію «контролю над морем». Під ці літаки були також переобладнані сховища боєзапасу, авіаційні майстерні, а також стенди та майстерні для палубного обладнання, та елеватори для нових, важчих зразків зброї. Крім того, ЗРК RIM-2 Terrier була замінена на RIM-7 Sea Sparrow.

### 1979—1990 роки
У 1979 році авіагрупа була замінена на CVW-15. У жовтні 1979 року «Кітті-Хок» ніс службу поблизу берегів Кореї після вбивства президента Південної Кореї Пак Чон Хі. Потім перейшов в Аравійське море, де брав участь в невдалій операції зі звільнення американських заручників у Тегерані «Орлиний кіготь» (англ. Eagle Claw) у січні 1980 року, після чого у лютому того ж року повернувся у Сан-Дієго.
У 1981 році авіаносець здійснив похід в Південнокитайське море, потім протягом січня 1982 — січня 1986 року пройшов ремонт у П'юджет-Саунд.
У 1984—1985 роках «Кітті-Хок» здійснив 2 дальніх походи в Аравійське море з авіагрупою CVW-9, де здійснював охорону судноплавства у Перській затоці. 21 березня 1984 року, наприкінці навчань «Тім Спіріт» (англ. Team Spirit) в Японському морі авіаносець зіткнувся з радянським підводним човном К-314 (проєкт 671), який сплив під днищем авіаносця. Припускають, що на борту корабля було декілька десятків ядерних боєприпасів, а на підводному човні, ймовірно, були дві торпеди з ядерною головною частиною. Корабель прийшов на базу Субік-Бей на Філіппінах для видалення гвинта підводного човна, що застряг у корпусі, а також для поточного ремонту.
У 1987 році здійснив навколосвітнє плавання, суміщене зі 106-денним патрулюванням в Індійському океані (03.01 — 03.07.1987).

### 1991—2008 роки
Протягом 1988—1991 років авіаносець у Філадельфії пройшов модернізацію за програмою SLEP. 29 березня 1991 року вступив у стрій і з авіагрупою CVW-15 перейшов навколо мису Горн на Тихий океан, прибувши 11 грудня 1991 року у Сан-Дієго.
Авіаносець брав участь в операції «Відродження надії» в Сомалі (12.1992 — 03.1993), завдавав ударів по іракських позиціях ППО (13.01.1993). У 1994—1997 роках здійснив 2 дальніх походи в Індійський океан, ніс патрульну службу в Аравійському морі та біля узбережжя Кореї. Протягом квітня 1997 року — липня 1998 року корабель пройшов ремонт та модернізацію в П'юджет-Саунд, після чого прийняв авіагрупу CVW-5 і з 11 серпня 1998 року базувався в Йокосука як авіаносець передового базування, де до нього цю роль виконував «Індепенденс».
У період з 2 березня по 25 серпня 1999 року авіаносець здійснив похід в Аравійське море, у якому завдавав ударів по військових об'єктах на півдні Іраку. Літаки з «Кітті-Хок» здійснили понад 8000 вильотів, зокрема 1300 бойових, у яких скинули 20 тонн бомб. На зворотному шляху авіаносець відвідав порти Таїланду та Австралії. З жовтня 1999 року по квітень 2000 року оперував у Тихому океані, наприкінці 2000-го року брав участь у спільних навчаннях із ВМС Сінгапура та Таїланду «Кобра Голд» (англ. Cobra Gold).
17 жовтня 2000 року літаки Су-24 та Су-27 зі складу 11-ї армії ВПС Росії помітили авіаносець «Кітті-Хок», який перебував в Японському морі, та пролетіли повз нього на висоті близько 60 м. Фотографії авіаносця, зроблені з російських літаків, були викладені в інтернеті. Обльоти повторилися 20 жовтня та 9 листопада. У російській пресі цей факт був названий як «умовне знищення».
У 2001 році авіаносець «Кітті Гок» був задіяний в антитерористичній операції Сполучених Штатів та їхніх союзників в Афганістані. З'явились повідомлення, що найбільший американський авіаносець «Кітті Гок» вирушив з Японії до району можливих бойових дій та приєднався до понад 40 американських та британських військових кораблів у Перській затоці.
У 2001—2003 роках авіаносець здійснив походи в Аравійське море та Перську затоку. У 2003 він взяв участь в операції «Свобода Іраку».
Протягом 2003—2008 років «Кітті-Хок» здійснив декілька походів в Індійський океан, де взяв участь у ряді міжнародних навчань. 28 травня 2008 року корабель востаннє покинув Японію. Його місце зайняв «Джордж Вашингтон».

### Завершення служби
1 грудня 2005 року було оголошено, що «Джордж Вашингтон» у 2008 році замінить «Кітті-Хок» як авіаносець передового базування та стане базою для 5-го авіакрила. Планова дата заміни — 30 січня 2009 року. Враховуючи принцип утримання 11 боєздатних авіаносців, це повинно було статися в момент вводу у стрій авіаносця «Джордж Буш».
22 травня 2008 року на авіаносці «Джордж Вашингтон» сталась пожежа, унаслідок якої корабель отримав серйозні пошкодження та був змушений повернутись у Сан-Дієго для ремонту. Його місце в навчаннях RIMPAC зайняв «Кітті-Хок».
31 січня 2009 року «Кітті-Хок» був виведений у резерв. Офіційна церемонія відбулася 12 травня 2009 року в П'юджет-Саунд, де корабель перебуває й досі.
Громадськість міста Вілмінгтон (Північна Кароліна) домагалася постановки корабля на прикол в цьому місті як плавучого музею, поряд із лінкором «Північна Кароліна». Флот планував тримати корабель у резерві принаймні до 2015 року — до моменту вступу в стрій авіаносця «Джеральд Форд».
Наприкінці січня 2022 року авіаносець був направлений в Техас на утилізацію.